# 만인소
만인소(萬人疏)는 조선시대 유생(儒生)들이 정책상 의사발표를 위해 올린 상소(上疏)이다. 정부의 정책에 강력한 반대 여론을 일으키는 방법의 하나로, 유생들이 10,000명 내외의 공동 명의로 정부에 의견을 제시한 것이다.
순조 23년(1823)에 유생 9,996명이 서얼(庶孼)도 임용해 줄 것을 상소하였고, 철종 6년에 유생 10,432명이 장헌세자(莊獻世子)의 추존을 상소한 일이 있으며, 고종 18년에는 김홍집(金弘集)이 《조선책략(朝鮮策略)》을 바치고 정치개혁과 일본 의존, 러시아 경계를 청한 것을 탄핵하기 위하여 영남의 유생 이만손(李晩孫) 등이 이른바 영남 만인소를 올려 큰 파문을 일으킨 적이 있다.
2018년 5월 31일, 1855년 사도세자 추존 만인소와 1884년 복제 개혁 반대 만인소가 유네스코 세계기록유산 아태지역 목록에 최종 등재되었다.

## 역대 만인소
18세기 후반 1792년 처음 등장한 만인소는 총 7차례 씌어 졌다. 그 가운데 현존하는 만인소는 '사도세자 추존 만인소'와 '복제 개혁 반대 만인소' 두 가지다. 만인소와 같은 연대에 서명상소는 가까운 중국이나 일본을 비롯해 전 세계적으로도 유래가 없는 일이었다.

### 1차 영남만인소
1792년 정조 16년 윤 4월 27일에 올라온 상소는 만 명이 넘는 영남의 선비들의 이름으로 올려졌다. 상소 하나에 1만명 이상이 서명한 사례는 조선왕조에서 처음 있는 일이었다. 내용은 사도세자가 영조에 충성했을 뿐 아무런 죄도 없다는 것을 선포함으로써 군주의 권한을 강화하고 강력한 개혁을 해야 한다는 것이었다.  1788년(정조 12년) 8월부터 영남 선비들은 이인좌의 난에 영남인이 동조했다는 것에 대한 항변으로 연명상소를 올리기 위하여 1만 5천명이 모여 복합 서명하였으나 승정원에서 끝내 봉소(捧疏)해주지 않자 동년 11월 왕의 안동 도산서원 방문을 틈타 소두 이진동이 신문 밖에서 대전별감을 통하여 상소를 올렸다. 이진동의 상소는 수십 년간 묻혀있던 정치적인 문제들을 언급한 내용으로 기사환국(1689) 이후 영남 남인의 형편과 무신란 당시 영남에 대한 관심을 갖게 된다.
이후 1792년 윤 4월 영남 선비들은 남인과 가까웠던 홍문관 관원 김진동을 통해 만인소가 전달되는데, 왕에게 직접 상소를 전달하려면 관직에 있어야 되거나 근기지역 양반이어야 전달될 확률이 유력하였다. 또한 왕에게 보내는 상소의 소두는 최소 5품 이상의 홍문관, 예문관의 현직 관원이거나 전직 관원 출신이어야 했다. 그러나 상소의 소두 이우는 아버지가 참봉과 교관을 지낸 인물로, 아무것에도 해당되지 않았다. 그러나 홍문관 관원 김진동을 통해 상소가 정조에게 전달되면서 왕에게 보내는 상소의 소두는 최소 5품 이상의 홍문관, 예문관의 현직 관원이거나 전직 관원 출신이어야 한다는 전례가 깨지게 된다.
상소의 내용은 이인좌의 난 당시 영남 선비들이 자발적으로 일어나 반란군과 투쟁하였으며, 반란군은 소론과 남인 과격파이고 영남과는 무관한 충청도 출신이었다는 점을 전제한 뒤, 영남의 사림들이 임오의리 문제(사도세자 아사 문제)의 진실을 알고 있으나 노론의 탄압으로 비밀리에 간직하던 중 그로부터 30여 년이 지나도록 감히 입을 열지 못하였으나 안동 도산서원을 방문한 정조를 여악과 향락을 찾으러 갔다는 유성한의 흉소와 윤구종이 우리 노론은 경종에게는 신하의 의리가 없다는 망언을 전해 듣고 상경했으머, 사도세자의 평소 현명한 언행과 학식으로 보아 정신이상자일 리가 없고 세자와 영조와의 원만한 관계를 언급하면서 벽파의 반역 사악한 무리들에 의해 이간질당하고 끝내 원통히 죽었으니 마땅히 사도세자에게 누명을 씌운 역도들을 찾아내 처단, 처벌하여야 할 것이며, 임오의리문제는 부자 또는 조손간의 차마 말하지 못하고 차마 듣지 못하는 사안이지만 영조가 금등 문서를 남긴 것처럼 그것은 충역을 가리고 시비곡직을 가리는 것은 당연한 일이고, 더 차원 높은 효와 의리를 찾을 수 있으며, 전하께서 영남을 특별히 잊지 않고 권념眷念해 주시고 파격적인 예우를 해주시니 영남의 사림들은 모두 전하를 위해 몸 바쳐 보답할 각오가 되어 있으므로 선세자(先世子, 사도세자)를 위해 왕에게 아부하기 위하여 변무하는 것이니 죽음을 무릅쓰고 직간하는 것이며, 유성한·윤구종의 경종에 대한 불충은 선세자에 대한 불충과 다를 바 없으니 여러 신하의 주청대로 그들을 역률로 다스려야 된다는 내용이었다. 이 상소를 읽고 정조는 말을 잇지 못하고 오열하였다. 정조는 소두에게 상을 내리고 상소를 소중히 간직한다. 이는 노론벽파에게 충격적인 상소였다.

### 2차 영남만인소
1792년 정조 16년 5월 7일에 올라온 영남 만인소는 1차 영남 만인소에 정조가 깊이 공감하자 10368명이 연명한 2차 상소를 올리게 되었다. 1차 영남 만인소에 정조가 감격하자 여기에 고무된 영남 유생들은 다시 1만 명 넘는 연명 상소를 올린다. 정조는 특별히 이우에게 참봉직을 제수한다. 그러나 정조는 김한동·이우들을 불러 대면하였으나 목이 메어 제대로 대화할 수 없었고 이들에게 여비를 주어 고향으로 되돌려보냈다. 결국 3차 상소를 준비하던 도중 유생들은 정조의 간곡한 설득으로 귀향하게 되었다.

### 기타 만인소
1823년 순조 23년 경기, 호서, 호남, 영남, 해서, 관동의 유생 9,996명이 서얼(庶孼)도 차별없이 임용할 것을 요청하는 상소를 올렸다.
1855년 철종 6년 이휘병을 소수(疏首)로 해서 사도세자 추존을 청원하는 내용으로 봉헌된 '만인소'다. 경북 안동에 위치한 한국국학진흥원 유교문화박물관에 보관되어 있으며 길이는 99.25m이다.
1881년 고종 18년 2월 26일, 경상도 예안의 유생 이만손을 필두로 하는 영남유생들이 《만인소》를 올리게 된다. 이것은 김홍집의 귀국 1개월 뒤인 1880년 10월 1일, 병조정랑 유원식이 김홍집을 탄핵하는 상소문을 올렸으나, 조정을 비방했다는 죄목으로 유원식을 평안도 철산부로 유배시키자 올린 만인소이다.